# Showtime (Dizzee Rascal)
Showtime è il secondo album del rapper britannico Dizzee Rascal.
Nel Regno Unito il disco riuscì a vincere il disco di platino, mentre negli Stati Uniti vendette appena 17 000 copie (ancora meno del debutto Boy in Da Corner).

## Tracce
1. Showtime
2. Stand Up Tall
3. Everywhere
4. Graftin'
5. Learn
6. Hype Talk
7. Face
8. Respect Me
9. Get By
10. Knock Knock
11. Dream
12. Girls (feat. Marga Man)
13. Imagine
14. Flyin'
15. Fickle